# HD 117618
HD 117618 é uma estrela na constelação de Centaurus. Tem uma magnitude aparente visual de 7,17, portanto tem um brilho muito baixo para ser visível a olho nu. Com base em medições de paralaxe, está localizada a aproximadamente 123 anos-luz (37,8 parsecs) da Terra. A essa distância, sua magnitude absoluta é igual a 4,28.
Esta é uma estrela de classe G da sequência principal com um tipo espectral de G0V, sendo portanto similar ao Sol porém um pouco maior e mais brilhante. Tem uma massa estimada de 110% da massa solar, um raio de 117% do raio solar e está brilhando com uma luminosidade 60% maior que a solar. Sua fotosfera está irradiando essa energia a uma temperatura efetiva de 5 970 K. Sua idade é estimada em 4,9 bilhões de anos e sua metalicidade, a abundância de elementos mais pesados que o hélio, é um pouco maior que a solar. HD 117618 tem um baixo nível de atividade cromosférica e é fotometricamente estável.
Em 2005, foi publicada a descoberta de um planeta extrassolar orbitando HD 117618, detectado pelo método da velocidade radial como parte do Anglo-Australian Planet Search. Esse planeta tem uma massa mínima de 0,18 MJ e está orbitando próximo da estrela com um período de 25,8 dias, semieixo maior de 0,18 UA e uma alta excentricidade de 0,4. Um artigo de 2013 mostrou que os dados de velocidade radial da estrela podem também ser modelados com dois planetas com órbitas circulares. Nesse modelo, o segundo planeta tem um massa mínima de 0,2 MJ e um período orbital de 318 dias.
| Planeta | Massa             | Semieixo maior (UA) | Período orbital (dias) | Excentricidade |
| ------- | ----------------- | ------------------- | ---------------------- | -------------- |
| b       | >0,178 ± 0,021 MJ | 0,176 ± 0,010       | 25,827 ± 0,019         | 0,42 ± 0,17    |